# Вільям Толберт
Ві́льям Рі́чард То́лберт (13 травня 1913 , Бенсонвіль  — 12 квітня 1980 , Монровія ) — президент Ліберії з 23 липня 1971 по 12 квітня1980 року.

## Біографія
Політичну кар'єру Вільям Толберт почав у 1955 році. У 1965-70 роках президент Всесвітнього союзу баптистів (перший африканець на цій посаді). 23 липня 1971 року помер президент Вільям Табмен, і місце президента Республіки зайняв віце-президент Толберт.
Загалом Вільям Толберт продовжував політику свого попередника Табмена, розвивав тісні відносини з США, надаючи їм концесії. У той же час, Толберт прагнув підвищити роль Ліберії в африканських справах, виступав проти режиму апартеїду в ПАР і розвивав зв'язку з соціалістичними країнами, у тому числі і з СРСР, обмін посольствами з яким відбувся в 1971 році.
Однак останні роки його правління були затьмарені рядом страйків проти підвищення цін на рис (так звані «рисові бунти»). У квітні 1979 року він велів поліції відкрити вогонь по протестувальниках, що спричинило падіння його авторитету.
12 квітня 1980 року в Ліберії відбувся державний переворот, в результаті якого президент Республіки Вільям Толберт був убитий, його соратники страчені, а владу в країні захопив сержант Самуель Дое, представник племені кран, який привласнив собі генеральське звання і встановив військову диктатуру.